# Градински присмехулник
Градинският присмехулник (Hippolais icterina) е птица от семейство Acrocephalidae. Среща се и в България.

## Физически характеристики
Градинският присмехулник достига 12 cm. Гърбът е сиво-зелен, а коремът е равномерно жълт. Има бледа къса вежда.

## Начин на живот и хранене
Храни се с насекоми.

## Размножаване
Гнезди в широколистни гори.